# Bordo Bereliler

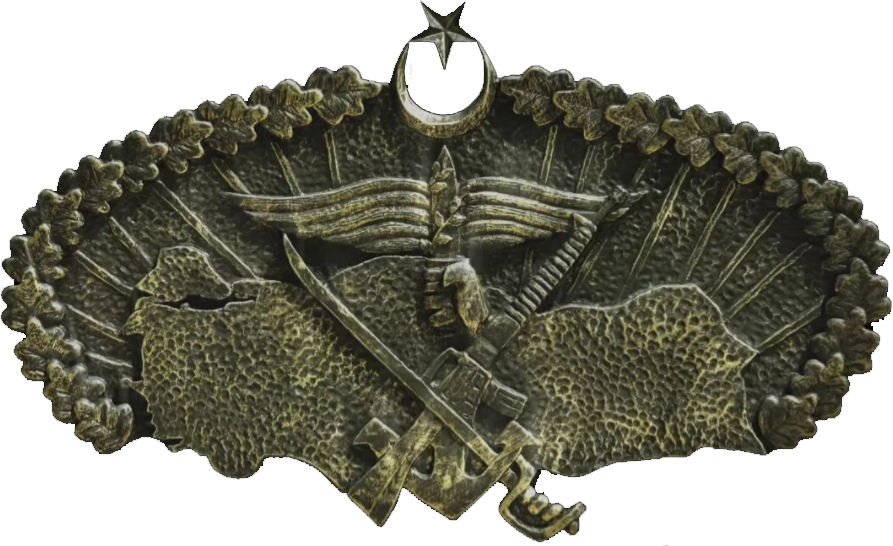
Bordo bereliler brevets

Les Özel Kuvvetler Komutanlığı (OKK), surnommées Bordo Bereliler sont une unité militaire turque de soldats d'élite.
Ils ont été formés pour servir dans toutes sortes de conditions terrestres et climatiques contre l'élimination des menaces internes et externes. Les principales fonctions du commandement sont d'organiser et de former le public en cas de guerre possible, de mener des opérations spéciales qui dépassent les possibilités et les capacités d'autres unités militaires. Les missions des OKK sont généralement l'élimination de groupes ou d’individus externes ou internes au pays, la protection de personnalités et les escortes (VIP), en cas de guerre, la préparation et l'entraînement de la population locale à la résistance, l'espionnage et le contre-espionnage, également le contre-terrorisme, le sabotage, la surveillance du territoire turc et ses frontières.